# Pierre Coffin
Pierre-Louis Padang Coffin (1 de novembro de 1967) é um animador e diretor francês. Ele é mais conhecido por dirigir os filmes da franquia Despicable Me, e como dublador dos Minions.

## Filmografia

### Longa-metragens
- Flanimals (TBA) : Diretor[1]
- Despicable Me 4 (2024): Voz dos Minions
- Despicable Me 3 (2017): Diretor, voz do diretor do museu, dos minions e vozes adicionais
- Minions (2015): Diretor[2]
- Despicable Me 2 (2013) : Diretor, voz de Tim, Bob, Mark, Minions do Mal e Adicional Minions
- Despicable Me (2010) : Diretor, voz de Tim, Bob e Mark
- We're Back! A Dinosaur's Story (1993)

### Curta-metragens
- Brad & Gary (2011) : Diretor, voz de Brad[3][4]
- Banana (2010) : Escritor, produtor executivo, voz
- Home Makeover (2010) : Produtor executivo, voz d'Os Minions e do assistente social
- Orientation Day (2010): Voz d'Os Minions
- Gary's Day (2003) : Diretor

### Séries de TV
- Pat & Stan (2003–presente) : Criador